# Hayrettin Karaca
Hayrettin Karaca (* 4. April 1922 in Balıkesir, Türkei; † 20. Januar 2020 in Istanbul) war ein türkischer Unternehmer und Umweltschützer. 2012 wurde er für seinen Einsatz um die Bewahrung natürlicher Lebensräume mit dem Ehrenpreis des Right Livelihood Award ausgezeichnet.

## Leben und Wirken
Karaca übernahm nach der High School die Strickwerkstatt seiner Eltern und machte „Karaca-Strickwaren“ zu einer bekannten Marke.
Während er Anatolien bereiste, erkannte er die Gefahr der Wüstenbildung und gründete 1992 mit seinem Freund Nihat Gökyiğit die Tema Foundation zur Bekämpfung der Bodenerosion durch Wiederaufforstung und Schutz der natürlichen Ressourcen. Die Stiftung wurde in der Türkei zu einer der bedeutendsten Nichtregierungsorganisationen und hatte (Stand 2020) 450.000 freiwillige Mitarbeiter.
Karaca begann 1976 mit dem Aufbau eines Arboretums in Yalova, das heute Botanikern auf der ganzen Welt bekannt ist. Das Arboretum, in dem auf einer Fläche von 13,5 ha 7.000 Arten leben, ist auch ein Genschutzzentrum für die vom Aussterben bedrohten Arten des Landes. Das Arboretum wurde 2004 von der International Dendrology Society ausgezeichnet.
Nach dem Tod seiner ersten Frau befreundete sich Karaca 2010 mit der damals 96-jährigen Sumerologin Muazzez İlmiye Çığ.

## Auszeichnungen
- 1990: Ehrendoktor der Technischen Universität Karadeniz
- 1993: Umweltpreis des Internationalen Olympischen Komitees
- 1994: Melvin Jones Fellow Award des International Lions Club
- 1995: Ehrendoktor der Philosophie von METU
- 1995: Ehrendoktor der Ege University
- 1997: erster Ehrendoktor der Kırıkkale University
- 1997: Cevreted 97 Honor Award von ÇEVRETED
- 1998: Auszeichnung „Pioniere des Jahres 2000“ der Çanakkale Onsekiz Mart University
- 2012: Right Livelihood Award – Ehrenpreis